# Пержу, Вячеслав Вячеславович
Вячесла́в Вячесла́вович Пе́ржу (рум. Veaceslav Perju; род. 1 августа 1979, Кишинёв) — молдавский общественный и политический деятель, эксперт в области государственного развития, политолог. Магистр публичного управления. Председатель Общественного совета Молдовы с 2020 года, руководитель экспертного клуба «Стратегия Молдовы».
С 2024 года — советник председателя политической партии «Будущее Молдовы» Василия Тарлева по стратегическому развитию и информационной политике.

## Образование
В 1996 году поступил в Технический университет Молдовы на специальность «Информационные технологии» и окончил его в 2000 году.
В 2008 году получил степень магистра публичного управления в Академии публичного управления при Президенте Республики Молдова.

## Трудовая деятельность
В 1999—2003 годах работал руководителем департамента по связям с общественностью оператора информационной сети правительства Республики Молдова «MoldInfoNet», обеспечивая стратегическое маркетинговое и PR-планирование. В 2001 году выступил инициатором проведения в стране Международной конференции «Информационные технологии (BIT+)», получившей статус ежегодного события государственного значения. За более чем 10-летний период проведения Конференции в её работе принимали участие Президент РМ, руководители Парламента и Правительства, а также представители иностранных посольств и консульств.
В 2003 году основал и возглавил PR-агентство «ProEven Media». Агентство занимается организацией национальных и международных конференций, симпозиумов, форумов, презентаций, круглых столов, а также специальных маркетинговых и PR-событий.
С 2005 по 2008 годы занимал должность руководителя информационных проектов и главного специалиста в Государственном предприятии «Центр телекоммуникаций». Разрабатывал и внедрял планы и стратегии предприятия, направленные на взаимодействие с СМИ.
В 2008—2010 годах работал исполнительным директором общественной организации «InfoEra».
С 2010 по 2014 годы возглавлял Департамент масс-медиа и связей с общественностью Национальной конфедерации профсоюзов Молдовы (НКПМ). Обеспечивал информационное сопровождение деятельности НКПМ, включая организацию взаимодействия с национальными СМИ и PR-отделами международных профсоюзных организаций.

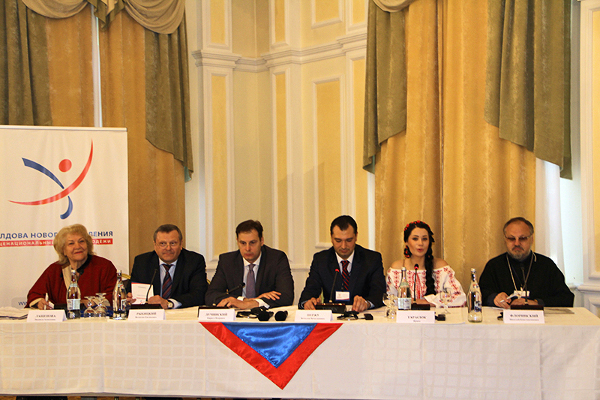
Выступление В. Пержу на открытии Форума «Молдова нового поколения», 19 мая 2014 года

С сентября 2012 по май 2015 являлся руководителем Организационного комитета Общенационального форума молодёжи «Молдова нового поколения», объединившего более 300 лидеров молодёжных организаций, включая представителей Приднестровья и Гагаузии. Форум зарекомендовал себя как эффективная молодёжная площадка для обсуждения общественно значимых тем национального и международного развития.
Параллельно, с декабря 2013 по май 2015 руководил общественным Центром поддержки молодёжных инициатив (ЦПМИ). ЦПМИ был создан молодёжными активистами Молдовы с целью обеспечения информационной и методологической помощи молодым лидерам республики в подготовке и реализации образовательных, культурных, спортивных и других проектов. В работе Центра принимают участие лидеры молодёжных организаций Кишинёва, Бельц, Комрата и Тирасполя. Согласно стратегии развития Центра, акцент делается на поддержке тех проектов, которые способствуют социально-экономическому развитию Молдавии, пропаганде здорового образа жизни, развитию международных экспертных связей и созданию новых рабочих мест для молодёжи.
С октября 2013 года — основатель и председатель экспертного клуба «Стратегия Молдовы». Клуб объединяет экспертное сообщество Молдовы и занимается проведением всестороннего анализа социально-экономического развития республики, а также выработкой стратегического видения развития страны на краткосрочный и долгосрочный периоды. В работе клуба принимают участие более 80 деятелей культуры, науки и образования, лидеры общественных организаций и диаспор, историки, политологи, экономисты, представители национальных и международных СМИ.
В марте 2014 года возглавил Народный комитет по организации патриотических мероприятий в честь 655-й годовщины молдавской государственности (Комитет «Молдова 655»). Комитет был создан в рамках специального заседания экспертного клуба «Стратегия Молдовы». В состав Комитета вошли видные общественные и научные деятели страны. В соответствии с разработанным Комитетом планом в 2014 году в республике было реализовано более 10 культурных, информационных, научных и молодёжных проектов.
С сентября 2016 года — заместитель председателя Молдавского историко-географического общества. Основная задача Общества — популяризация истории, географии, богатейшего природного и культурно-исторического наследия Молдавии и всего региона Северо-Западного Причерноморья.
В ноябре 2020 года был избран председателем Общественного совета Молдовы. Деятельность Совета направлена на выработку общественной позиции по вопросам укрепления суверенитета и территориальной целостности Молдовы, развития науки, культуры, образования, а также духовно-нравственных ценностей.
В мае 2021 года вошёл в состав республиканского совета Общественной платформы «Народный Союз Молдовы» и позже был избран её исполнительным секретарём. Платформа учреждена с целью укрепления молдавской государственности и суверенитета, сохранения традиционных ценностей и духовно-нравственных основ страны, обеспечения единства многонационального народа и территориальной целостности, развития молдавской культуры и традиций, создания условий для достойной жизни граждан республики, а также развития дружеских отношений со странами мира.
В феврале 2022 года вошёл в состав международной рабочей группы по формированию Общественной палаты стран ЕАЭС в статусе заместителя руководителя и занимал этот пост до мая 2023 года. Организация нацелена на формирование широкой коалиции народных сил стран евразийского пространства, выступающих за созидательное развитие с учётом принципов справедливости, взаимного уважения и высоких духовно-нравственных ценностей.
С мая 2023 по апрель 2024 — первый заместитель председателя Общественной палаты стран ЕАЭС.
С января 2024 года — советник председателя политической партии «Будущее Молдовы» Василия Тарлева по стратегическому развитию и информационной политике.

## Программа «Молдова – 665»
В 2023 году Вячеслав Пержу выступил автором «народной программы развития республики» под названием «Молдова – 665». По словам Пержу, данная инициатива охватывает «все направления государственного развития: социальную сферу, науку, экономику, культуру, образование, спорт, молодёжное развитие, межэтнические и международные отношения». Основная задача программы — «укрепление молдавской государственности и суверенитета, сохранение традиционных ценностей и духовно-нравственных основ страны, обеспечение единства многонационального народа и территориальной целостности, развитие молдавской культуры и традиций, создание условий для достойной жизни граждан республики и развитие дружеских отношений со странами мира».
Программа разрабатывается на основе решений Первого Молдавского съезда, прошедшего в Кишинёве в конце октября 2023 года. Проведение Съезда было приурочено к 664-й годовщине молдавской государственности и 350-летию со дня рождения господаря Молдавского княжества Дмитрия Кантемира. 
Также в ходе Первого Молдавского съезда было объявлено о создании Совета страны, деятельность которого будет направлена на укрепление молдавской государственности, нейтралитета и межнационального мира. В состав Совета войдут представители общественности и политических сил, лидеры организаций разных этносов, которые населяют Молдову, эксперты, диаспора. Деятельность Совета направлена на выработку основных стратегий развития молдавского государства в русле укрепления молдавской государственности, суверенитета, нейтралитета, территориальной целостности, межнационального мира и духовно-нравственного развития страны.

## Участие в международных событияхОБСЕ

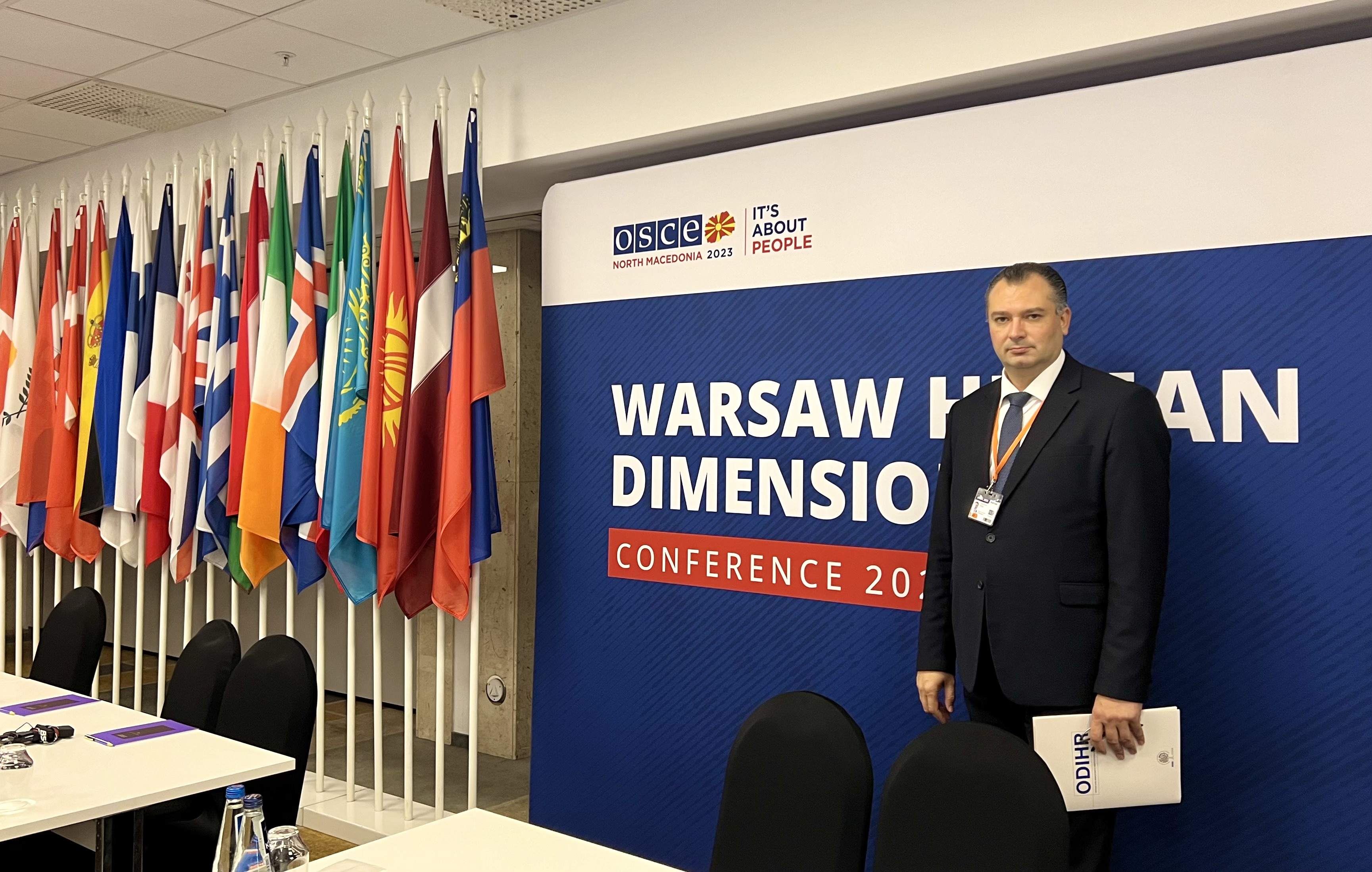
Участие председателя Общественного совета Молдовы Вячеслава Пержу в работе Варшавской конференции ОБСЕ по человеческому измерению. 1 октября 2023 г.

С 1 по 5 октября 2023 года председатель Общественного совета Молдовы Вячеслав Пержу по приглашению организаторов принял участие в работе Варшавской конференции ОБСЕ по человеческому измерению.
Конференция, организованная Председательством Северной Македонии в ОБСЕ при поддержке Бюро по демократическим институтам и правам человека ОБСЕ, состоялась в Варшаве, Польша. Основной целью участия председателя ОСМ на Конференции было представление интересов гражданского общества Республики Молдова и информирование международного сообщества о социально-экономическом развитии страны.
Официальное открытие конференции состоялось 2 октября 2023 года. В церемонии открытия приняли участие ключевые фигуры международного сообщества, включая Председателя ОБСЕ и Министра иностранных дел Северной Македонии Буяра Османи, Генерального секретаря ОБСЕ Хельга Шмид, Директора Офиса ОБСЕ по демократическим институтам и правам человека Маттео Мекаччи, Президента Парламентской Ассамблеи ОБСЕ Пиа Каума, Министра иностранных дел Республики Польша Збигнева Рау, Министра иностранных дел Финляндии Элин Мария Валтонен, а также других высокопоставленных лиц.
В ходе мероприятия участники подчеркнули важность международного сообщества в защите гражданского общества, продвижении стабильности, развитии судебных систем и поддержке национальных меньшинств. Отдельное внимание было уделено необходимости разработки стратегии защиты прав семей, а также роли Декларации прав человека как фундамента мира и свободы.
3 октября 2023 года Вячеслав Пержу также принял участие в Пленарной сессии «Демократические институты», где обсуждались вопросы обеспечения равных прав и участия в политической и общественной жизни. В рамках сессии выступили представители стран ЕС, международных структур, а также делегаты других стран, выразивших желание участвовать в дискуссии.
Председатель Общественного совета Молдовы выступил с докладом на тему «Защита прав человека и свобода слова в Республики Молдова — текущая ситуация и видение перспектив». В своём выступлении он проанализировал текущую ситуацию в области прав человека и свободы слова, уделив особое внимание существующим вызовам и обозначив перспективы для дальнейшего развития. В частности, он отметил важность сохранения независимых СМИ и свободы слова как основополагающих принципов демократического общества. Особое внимание было уделено вопросам совершенствования законодательной базы и усиления институциональных механизмов защиты прав человека.

## Научная деятельность

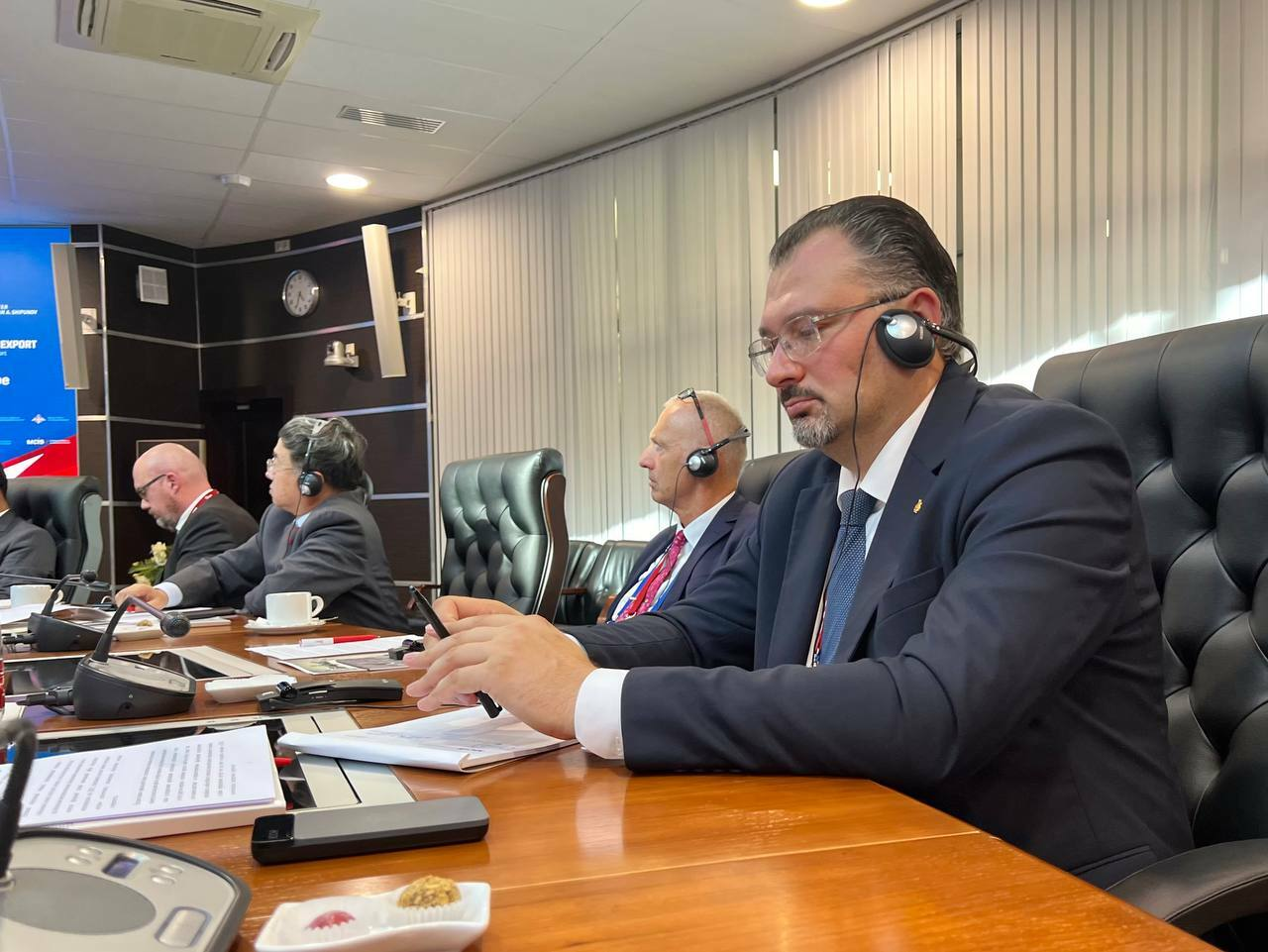
Вячеслав Пержу на заседании Экспертного дискуссионного клуба «Один мир — одна безопасность», 15 августа 2023 года

Основные направления научной деятельности:
1. Оптоэлектронные системы обработки информации и новые концепты вычислительных систем: в своих работах Пержу рассматривает реализацию современных оптических систем распознавания образов, а также перспективы внедрения голографических и лазерных методов обработки информации. Частичную апробацию таких исследований он проводил на площадках международных конференций и в рамках экспертных публикаций[17][18].
2. Разработка информационных систем государственного значения и их международная интеграция, создание и внедрение инновационных технологий общественного информирования направлены на совершенствование государственного управления.
3. Формирование надполитической системы управления государственными процессами.
4. Использование технологий «народной дипломатии» для совершенствования системы защиты прав человека.

Автор стратегии «PPL — People. Peace. Life» (Народ. Мир. Жизнь), направленной на усиление роли народной дипломатии в предотвращении международных конфликтов и формировании новой системы глобальной общественной коммуникации. Стратегия была презентована на заседании Экспертного дискуссионного клуба «Один мир — одна безопасность» (One World — Common Security) 15 августа 2023 года в ходе XI Конференции по международной безопасности (MCIS). По словам автора, «стратегия „PPL“ включает семь структурированных этапов развития общественных коммуникаций и ориентирована на активизацию международных интеграционных процессов на принципах уважения прав, свобод и ценностей граждан».

## Публикации
- Научные работы Вячеслава Пержу на портале ResearchGate (в том числе по теме оптоэлектронных систем обработки информации).
- Научные публикации Вячеслава Пержу на портале SPIE Digital Library (Society of Photo-Optical Instrumentation Engineers).